# Park de Meer

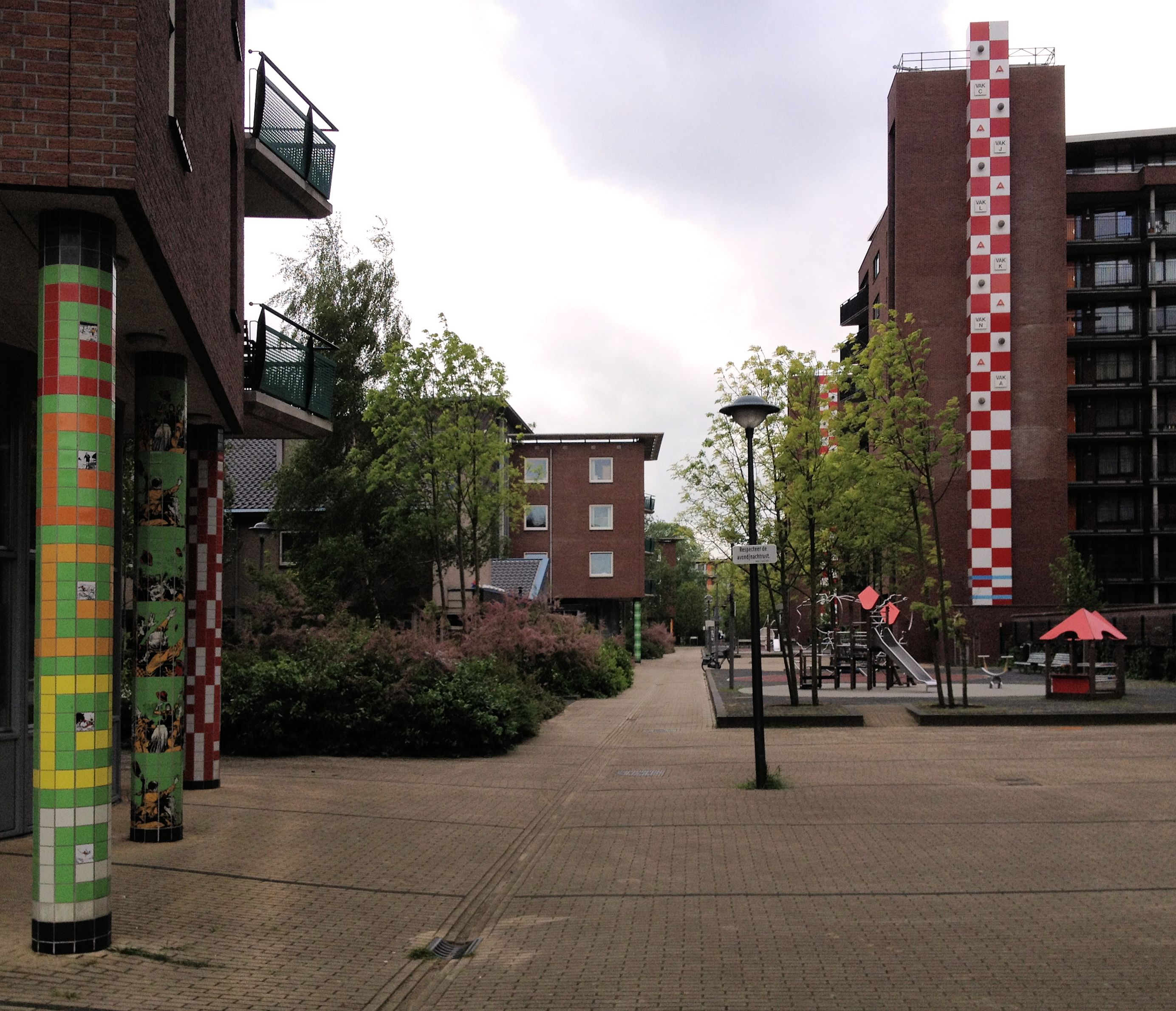
Het centrum van de wijk: Esplanade De Meer. Rechts de drie 35 meter hoge Ajax-rood-witte kunstwerken met op de witte vlakken de oude relikwieën van het oude De Meer Stadion. Kunstenaars; Harald Vlugt (NL) en David Mach (GB).

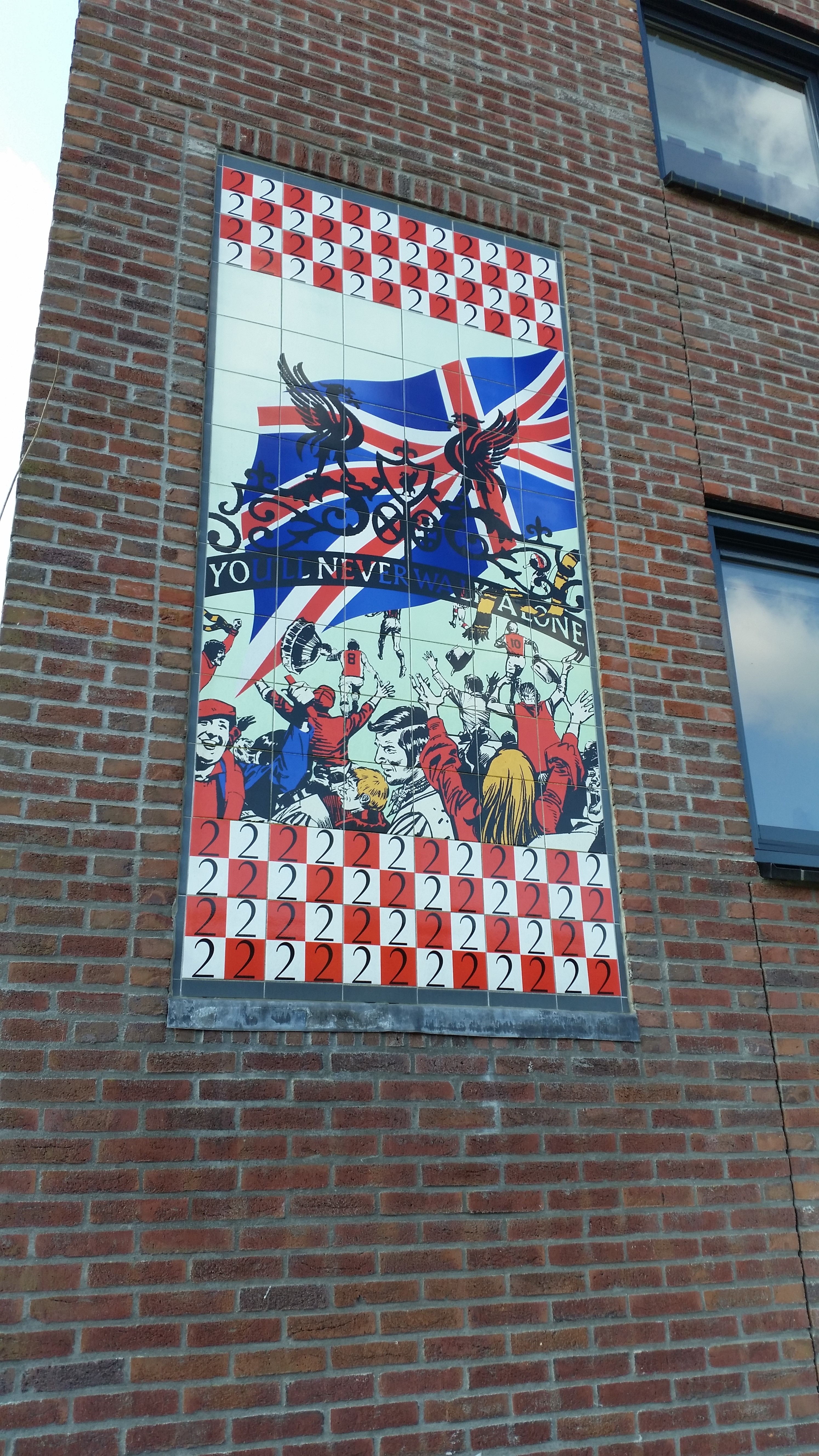
Straatnaambord Anfieldroad in tegeltableau met de uitslag (2-2) en lijflied van Liverpool (maart 2020). Kunstenaars; Harald Vlugt (NL) en David Mach (GB).

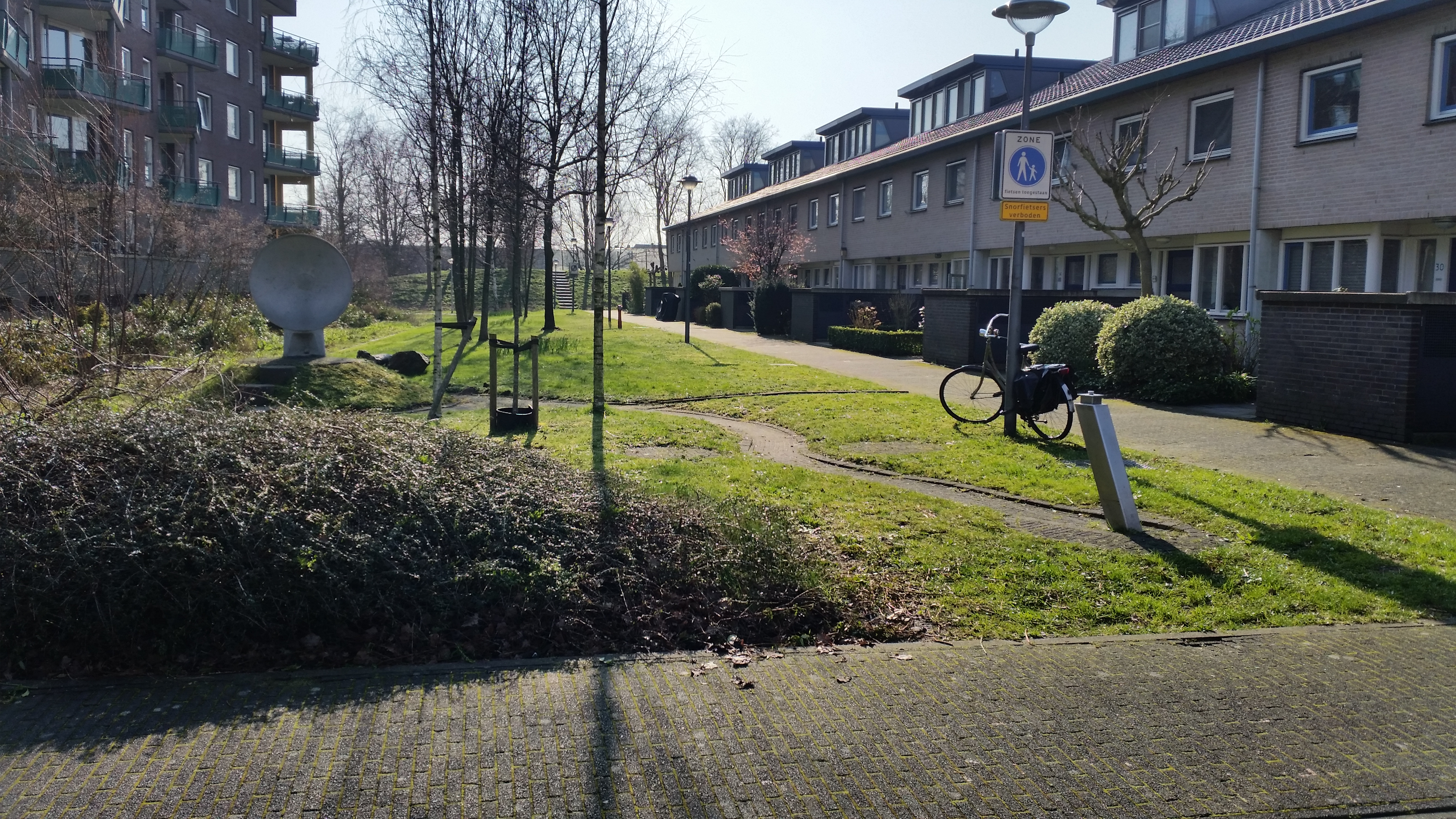
Betonnen satellietontvangers en happertje (maart 2020)

Park de Meer is een buurt in het Amsterdamse stadsdeel Oost, voorheen stadsdeel Watergraafsmeer. De buurt ligt tegenover Betondorp en wordt begrensd door de Middenweg in het zuidwesten, de Ringweg (A10) in het zuidoosten, de Radioweg in het noordoosten en het Middenmeerpad in het noordwesten. De bouw van de wijk begon in 1998 en was in 2002 voltooid. Het stedenbouwkundig ontwerp is in 1996 vervaardigd door architectenbureau Lafour en Wijk, in samenwerking met Bureau B&B landschapsarchitecten. De wijk is ontwikkeld door woningcorporaties Woningbedrijf Amsterdam en Amsterdam-Zuid en projectontwikkelaar BAM en telt ongeveer 900 woningen.

## Stadion
Park de Meer is gebouwd op het terrein van het voormalige Stadion De Meer van AFC Ajax. Nadat Ajax in 1996 naar de Amsterdam ArenA verhuisde kwamen het terrein van het stadion, de twee trainingsvelden voor het stadion en vier velden van Sportpark Voorland vrij voor woningbouw. De jeugdelftallen van Ajax verhuisden tegelijkertijd naar Sportpark De Toekomst in Ouder-Amstel. Het voetbalveld en de tennisbanen van voetbal- en tennisvereniging VVGA zijn wel behouden gebleven. Deze vereniging kreeg in 2008 een nieuw clubgebouw.

## Bebouwing
Het hart van de wijk wordt gevormd door een autovrije hoofdas die Esplanade De Meer is genoemd, als herinnering aan het stadion. Op de drie appartementengebouwen van tien woonlagen langs deze as zijn rood-witte panelen geplaatst die verwijzen naar de clubkleuren van Ajax. Op de esplanade is in de bestrating een verhoogde middenstip aangebracht. Haaks op de esplanade bevinden zich de overige woningen, afwisselend in stroken eengezinswoningen en appartementengebouwen van vier tot vijf lagen. Deze stroken zijn van elkaar gescheiden door openbare groenstroken en privé tuinen. Langs de Middenweg staan drie langgerekte woongebouwen van vijf lagen. De noordoostrand van de wijk is ingevuld met eengezinswoningen en twee rijen van vrijstaande huizen. De woonblokken zijn ontworpen door de architectenbureaus Lafour en Wijk, OD205, Scala en Inbo.

## Straatnamen
In deze wijk zijn zes straten vernoemd naar buitenlandse stadions waar Ajax triomfen vierde of memorabele wedstrijden speelde:
- Anfieldroad, genoemd naar Anfield in Liverpool, waar Ajax in 1966 met 2-2 gelijk speelde tegen Liverpool FC. De met 5-1 gewonnen heenwedstrijd in het Olympisch Stadion staat bekend als de Mistwedstrijd.
- Bernabeuhof, vernoemd naar het Estadio Santiago Bernabéu in Madrid, waar Ajax in 1969 als eerste Nederlandse club de (met 4-1 verloren) finale om de Europacup I speelde tegen AC Milan.
- Stade de Colombes, genoemd naar het Parijse stadion Stade de Colombes waar in 1969 in de kwartfinale van de Europacup een beslissingswedstrijd tegen Benfica noodzakelijk was. Ajax won dit duel met 3-0.
- Delle Alpihof, vernoemd naar het in 2009 afgebroken Stadio Delle Alpi in Turijn, waar Ajax in 1992 in de heenwedstrijd van de finale om de UEFA Cup met 2-2 gelijkspeelde tegen Torino. Op basis van die twee doelpunten volstond twee weken later in het Olympisch Stadion een doelpuntloos gelijkspel voor de winst.
- Praterlaan, vernoemd naar het Weense Prater-stadion, dat officieel Ernst Happelstadion heette toen Ajax daar in 1995 de Champions League-finale tegen AC Milan won met 1-0. Omdat Ernst Happel geen verleden bij Ajax had gaf men de voorkeur aan de oorspronkelijke naam.
- Wembleylaan, vernoemd naar het originele, in 2003 afgebroken Londense Wembleystadion waar Ajax in 1971 haar eerste Europacup veroverde ten koste van Panathinaikos (2-0 winst).

Enkele stadions uit de geschiedenis van Ajax ontbreken. Het Stadion FK Crvena Zvezda in Belgrado (Europacup I-finale in 1973) en het Olympiakó Stádio Spiros Louis, het Olympisch Stadion van Athene (Europacup II-finale in 1987) werden door de straatnamencommissie minder geschikt bevonden, evenals het Olympisch Stadion van Tokio (Wereldbeker finale in 1995). Het Stadion Feijenoord is bewust overgeslagen vanwege de rivaliteit met Feyenoord. Het stadion in Rotterdam was in 1972 het decor van de tweede Europacupwinst van Ajax. 

## Verdere vernoemingen naar sport
Achttien keramische kunstwerken  ontworpen door kunstenaar Harald Vlugt in samenwerking met de Britse beeldhouwer David Mach, die op meerdere plaatsen in de wijk zijn aangebracht, refereren aan bovengenoemde stadions en duels. Naast de drie 35 meter hoge rood-witte kunstwerken met de oude relikwieën van het oude De Meer stadion is er een bestratingspatroon van de 110 meter lange Esplanade met de z.g.n. "middenstip", zijn er negen keramische pilaren met heroïsche sportbeelden en in elke straat een keramische plaquette, een ode aan de internationale stadions waar Ajax furore maakte. Deze tegeltableaus zijn  uitgevoerd  door de Friese Koninklijke Tichelaar.
Verder zijn in en om de wijk dertien bruggen vernoemd naar spelers uit het Ajax van het begin van de jaren zeventig: Johan Cruijff, Sjaak Swart, Piet Keizer, Gerrie Mühren, Ruud Krol, Johan Neeskens, Barry Hulshoff, Dick van Dijk, Arie Haan, Wim Suurbier, Horst Blankenburg, Velibor Vasović en Heinz Stuy. Ook naar trainer Rinus Michels is een brug vernoemd. Voor deze oplossing is gekozen omdat de meeste coryfeeën uit dit elftal nog leven en de gemeente Amsterdam principieel geen straten naar levende personen vernoemt.

## Natuur en milieu
Bij de aanleg van de buurt is veel aandacht gegeven aan natuur en milieu. Water en groen zijn belangrijke elementen in de stedenbouwkundige opzet, en auto's worden geparkeerd in ondergrondse parkeergarages en op eigen terrein. Een aantal bomen van het voormalige Ajax terrein zijn behouden en na de voltooiing van de nieuwbouw teruggeplaatst. Het water in Park de Meer is opgenomen in het Ecolint Nieuwe Meer - Nieuwe Diep. De begroeiing van de oevers en de waterpartijen wordt zo veel mogelijk aan de natuur overgelaten. Hemelwaterafvoer en rioolwaterafvoer zijn gescheiden. Hier zijn voor het eerst in Amsterdam wadi's (droge greppels die het regenwater opvangen en zuiveren) toegepast. Een bijzonderheid is nog dat Park de Meer de laagst gelegen buurt in Amsterdam is. Het straatniveau is 4,0 m beneden NAP (in andere woonbuurten van de Watergraafsmeer is dat ongeveer 3,5 m - NAP, het centrum ligt op NAP of hoger), andere delen van de buurt liggen nog wat dieper. De historische strijd die Watergraafsmeer won tegen het wassende water wordt symbolisch weergegeven door horizontale blauwe lijnen op NAP niveau op de rood-wit geblokte kunstwerken aan de Esplanade de Meer. De afvoer van een waterhappertje gaat direct naar de waterpartij in de wijk.